# Andriasa mitchelli
Andriasa mitchelli is een vlinder uit de familie van de pijlstaarten (Sphingidae). De wetenschappelijke naam van de soort werd in 1973 gepubliceerd door Hayes.